# Franciscus Teurlings
Franciscus Teurlings (Eindhoven, 19 augustus 1758 - aldaar, 16 december 1823) is een voormalig burgemeester van de Nederlandse stad Eindhoven. Teurlings werd geboren als zoon van Adrianus Teurlings en Joanna Mari Noris.
Hij was tabaksfabrikant, bierbrouwer en in 1796 en 1797 burgemeester van Eindhoven. In 1796 was hij tevens kapitein van de burgermacht in Eindhoven.
Hij trouwde 1e te Eindhoven op 29 april 1781 met Helena Maria van Dinter, dochter van Joannes van Dinter en Anna van den Elsen, gedoopt te Son op 24 maart 1753, overleden in Eindhoven op 17 oktober 1804. Hij trouwde 2e te Eindhoven op 15 november 1807 met Cornelia Hoppenbrouwers, dochter van Franciscus en Wilhelmina van Bavel, gedoopt te Breda op 26 augustus 1771, overleden in Eindhoven op 30 januari 1828, zuster van burgemeester Wilhelmus Hoppenbrouwers.